# 1357
Пізнє Середньовіччя •  Реконкіста •  Ганза •  Авіньйонський полон пап •  Монгольська імперія •  Столітня війна

## Геополітична ситуація
Імператором Візантії є Іоанн V Палеолог (до 1376), Карл IV Люксембург — імператором Священної Римської імперії (до 1378). У Франції править Іоанн II Добрий (до 1364).
Апеннінський півострів розділений: північ належить Священній Римській імперії, середню частину займає Папська область, південь належить Неаполітанському королівству. Деякі міста півночі: Венеція, Піза, Генуя тощо, мають статус міст-республік. Триває боротьба гвельфів та гібелінів.
Майже весь Піренейський півострів займають християнські Кастилія і Леон, де править Педро I (до 1366), Арагонське королівство та Португалія, під владою маврів залишилися тільки землі на самому півдні. Едуард III королює в Англії (до 1377), Магнус Еріксон є королем Швеції (до 1364), а його син Гокон VI — Норвегії (до 1380), королем Польщі — Казимир III (до 1370). У Литвіі княжить Ольгерд (до 1377).
Руські землі перебувають під владою Золотої Орди. Триває війна за галицько-волинську спадщину між Польщею та Литвою. Польський король Казимир III захопив Галичину, литовський князь Ольгерд — Волинь.
У Києві править князь Федір Іванович. Ярлик на володимирське князівство має московський князь Іван II Красний (до 1359).
Монгольська імперія займає більшу частину Азії, але вона розділена на окремі улуси, що воюють між собою. У Китаї, зокрема, править монгольська династія Юань. У Єгипті владу утримують мамлюки. Мариніди правлять у Магрибі. Делійський султанат є наймогутнішою державою Індії. В Японії триває період Муроматі.
Цивілізація майя переживає посткласичний період. Почали зароджуватися цивілізація ацтеків та інків.

## Події
- Бердібек, син хана Золотої Орди Джанібека, вбив свого батька й 12 братів, і сам став великим ханом Орди.
- Початок спорудження генуезької фортеці Чембало в Криму.
- В Європу повернулася чума.
- Королем Португалії став Педру I. Він наказав ексгумувати й коронувати свою коханку Інес де Кастро.
- Французький король Іоанн II Добрий, перебуваючи в полоні в англійців підписав з Чорним Принцом перемир'я на два роки.
- Англійці за викуп відпустили з полону шотландського короля Давида II.
- Почалося будівництво Карлового моста в Празі.
- Генеральні штати Франції прийняли великий березневий ордонанс, який обмежував повноваження короля, особливо щодо фінансів.
- У містечку Фано затверджено Егідієві конституції, правові акти, що реорганізовували Папську область.
- Уперше згадується Туринська плащаниця.
- Король Угорщини Людвік I Великий відбив у Венеції місто Зара.
- Грип вперше було визнано хворобою